# Касл-Хедингем
Касл-Хедингем (англ. Castle Hedingham) — деревня на северо-востоке графства Эссекс, Англия. Главная достопримечательность — Хедингемский замок.
Деревня выросла вокруг Хедингемского замка, исконной резиденции де Веров, графов Оксфорд. Обри де Вер, 1-й граф Оксфорд возвёл крепость и основал бенедиктинский женский Хедингемский монастырь недалеко от него. В XIII веке Хью де Вер, 4-й граф Оксфорд приобрёл у короны право на городской рынок. Он также приблизительно в 1250 году основал больницу рядом с воротами замка.
В деревне стоит готическая церковь Святого Николая, строительство которой началось примерно в 1180 году.
Население на 2011 год составляло приблизительно 1200 человек.